# François-Elysée Andry
François-Elysée Andry (Bergen, 15 juni 1813 – Brussel, 12 mei 1851) was een Belgisch kunstschilder uit de romantiek.

## Levensloop
Hij was leerling van de landschapschilder Edouard Delvaux (1806-1862) en schilderde zelf ook romantische landschappen. Zijn thematiek vond hij vooral in de Ardennen en langs de Maas.
Andry woonde in Sint-Joost-ten-Node.

## Tentoonstellingen
- 1835, Valenciennes, Salon
- 1836, Brussel, Driejaarlijks Salon
- 1837, Kortrijk, Salon
- 1839, Brussel,Driejaarlijks Salon
- 1842, Brussel, Driejaarlijks Salon
- 1843, Bergen, Salon

## Musea
- Brussel, Koninklijke Bibliotheek (prentenkabinet)